# ベネズエラグランプリ
ベネズエラグランプリ（ベネズエラGP、Venezuelan Grand Prix ）は、1977年から1979年までの3年間、ロードレース世界選手権の一戦としてベネズエラで開催されたオートバイレースイベントである。3回ともサン・カルロスの公道コースで開催された。

## 歴代優勝者
| 年   | サーキット     | 125cc                      | 250cc              | 350cc                | 500cc          |
| ---- | -------------- | -------------------------- | ------------------ | -------------------- | -------------- |
| 1977 | サン・カルロス | アンヘル・ニエト           | ウォルター・ヴィラ | ジョニー・チェコット | バリー・シーン |
| 1978 | サン・カルロス | ピエール・パオロ・ビアンキ | ケニー・ロバーツ   | 片山敬済             | バリー・シーン |
| 1979 | サン・カルロス | アンヘル・ニエト           | ウォルター・ヴィラ | カルロス・ラバード   | バリー・シーン |